# Sierra Leona en los Juegos Olímpicos de Londres 2012
Sierra Leona participó en los Juegos Olímpicos de Londres 2012 con un total de 2 deportistas (1 hombre y 1 mujer), que compitieron en un deporte. El responsable del equipo olímpico es el Comité Olímpico Sierraleonés.
La portadora de la bandera en la ceremonia de apertura fue la atleta Ola Sesay, y en la de clausura, el atleta Ibrahim Turay. El equipo olímpico sierraleonés no obtuvo ninguna medalla en estos Juegos.

## Deportistas
La siguiente tabla muestra el número de deportistas en cada disciplina:
| Deporte   | Hombres | Mujeres | Total |
| --------- | ------- | ------- | ----- |
| Atletismo | 1       | 1       | 2     |
| Total     | 1       | 1       | 2     |

## Atletismo
Masculino
| Atleta        | Evento | Series    | Series   | Semifinal | Semifinal | Final     | Final     |
| Atleta        | Evento | Resultado | Posición | Resultado | Posición  | Resultado | Posición  |
| ------------- | ------ | --------- | -------- | --------- | --------- | --------- | --------- |
| Ibrahim Turay | 200 m  | 21.90     | 8        | No avanzó | No avanzó | No avanzó | No avanzó |

Femenino
| Ola Sesay | Salto de longitud | 6.22 | 23 | No avanzó | No avanzó | No avanzó | No avanzó |